# Cerovec (Dolenjske Toplice)

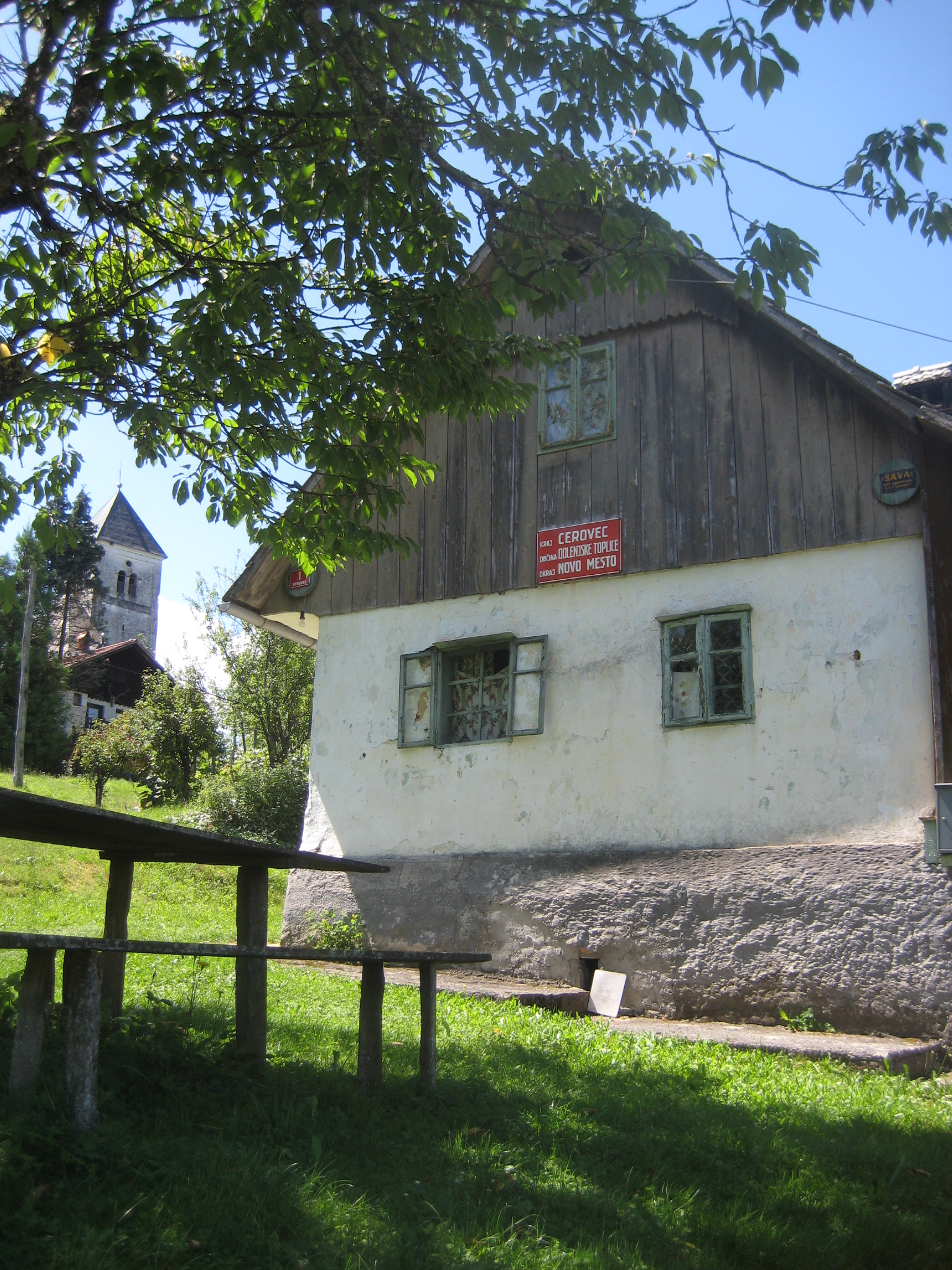

Cerovec  (deutsch Zerouz) ist eine Siedlung in der slowenischen Gemeinde Dolenjske Toplice im Südosten des Landes. Die Gegend ist Teil der historischen Region Unterkrain und gehört heute zur Region Jugovzhodna Slovenija (Südost-Slowenien). Das Dorf liegt südöstlich von Podturn.

## Kirchen
Die Ortskirche St. Trinitatis (slowenisch: Cerkev sv. Trojice) auf dem Cerovec-Hügel nördlich des Dorfs stammt aus dem Mittelalter und wurde im 17. Jahrhundert barockisiert.
Kurz hinter dem Südende des Dorfes auf dem Weg nach Veliki Rigelj steht im Weiler Gorica (dtsch. Büchel or Büchel bei Pöllandl) im Ortsgebiet von Kočevske Poljane  die Wallfahrtskirche Maria-Hilf (Cerkev Marije Pomočnice) in den Weinbergen.

## Wanderungen
Die Gegend bietet sich für leichte Wanderungen durch Weinberge und zu den Kirchen an.